# Paragorgopis cancellata
Paragorgopis cancellata är en tvåvingeart som beskrevs av Friedrich Georg Hendel 1909. Paragorgopis cancellata ingår i släktet Paragorgopis och familjen fläckflugor.
Artens utbredningsområde är Peru. Inga underarter finns listade i Catalogue of Life.